# Power Rangers
Production
Diffusion
Power Rangers est une franchise de médias américaine fondée sur une équipe de super-héros. Les Power Rangers sont adaptées des séries japonaises Super sentai, les producteurs américains rachetant les droits d'utilisation des images et les costumes aux producteurs japonais.
La série (par convention, Power Rangers est considéré comme une seule série à saisons multiples elle même divisé en 1 ou 2 saisons, malgré les titres différents) a été produite par Saban Entertainment, par BVS Entertainment, et actuellement par SCG Power Rangers LLC. Netflix diffuse certaines saisons en version française et originale sous-titrée.
Elle a été la propriété de la Walt Disney Company,, de 2001 à 2010 avant de revenir dans le giron d'Haim Saban.
Cette franchise a fait l'objet de critiques, en particulier pour sa violence ciblant les jeunes téléspectateurs, mais a malgré cela prolongé la vie de la série sur plusieurs décennies. En 2017, elle diffuse sa 24e saison, alors qu'un reboot sort au cinéma. Deux précédents films étaient sortis : Power Rangers, le film (1995) reprenait les acteurs de la série sans s'y insérer complètement, Power Rangers Turbo, le film (1997) était un prologue à la cinquième saison.
En 2018, peu de temps après avoir nommé Hasbro nouveau titulaire de la licence, Saban Brands annonce que la société de jeux américaine allait acquérir la franchise dans le cadre d'une transaction de 520 millions de dollars. Hasbro confirme dans la foulée qu'un ou plusieurs projets cinématographiques étaient en préparation.
En 2023, Netflix obtient les droits de diffusion, laquelle débute avec le téléfilm Power Rangers : Toujours vers le futur, faisant suite à la série Power Rangers : Mighty Morphin et célébrant les 30 ans de la franchise, suivi en septembre par Power Rangers : Cosmic Fury qui fait office de saison finale. Un projet de série reboot est également annoncé pour 2025 avant d'être suspendu,.

## Concept

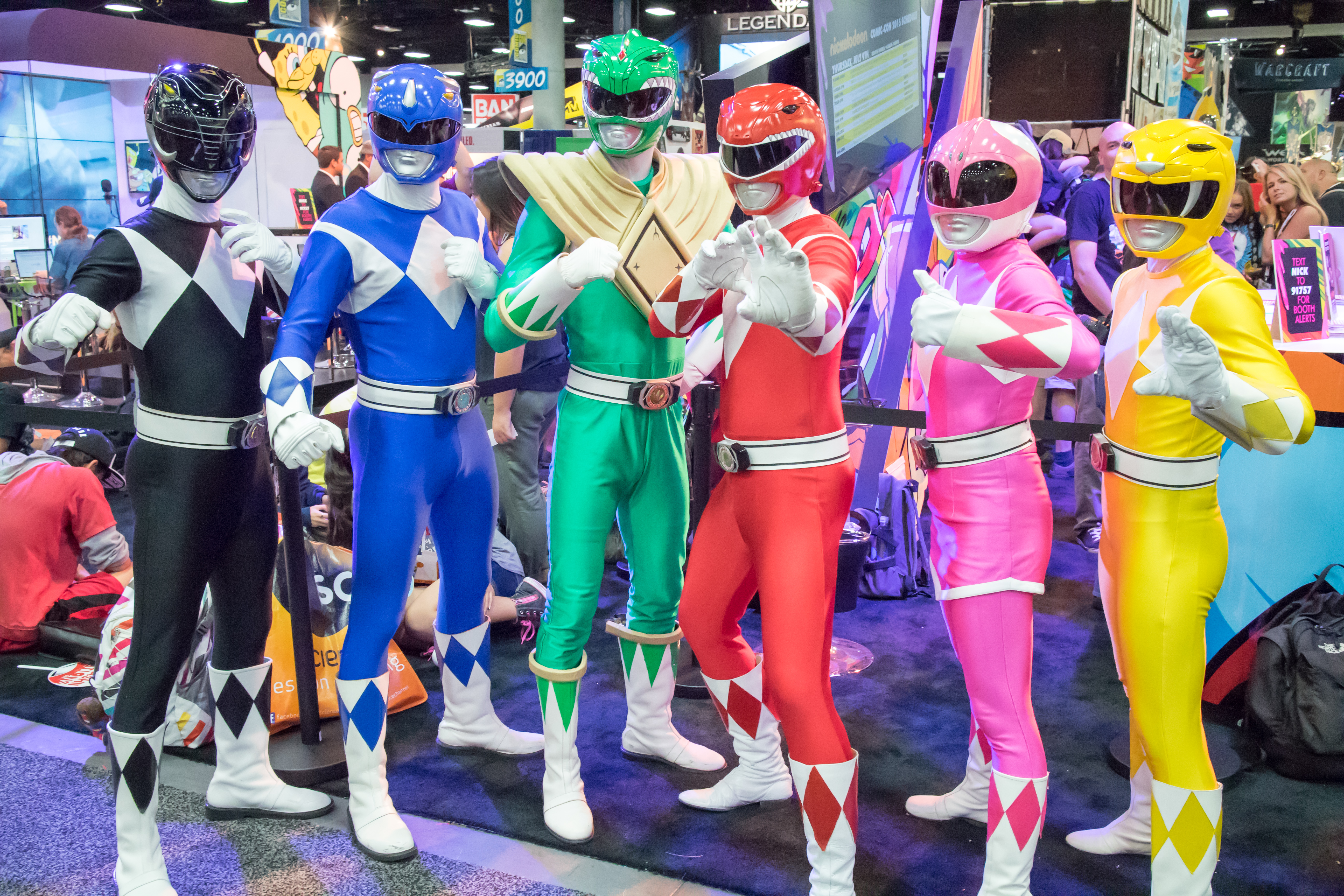
Cosplay des six rangers (Mighty Morphin) au Comic-Con International 2015.

### Généralités
Les Power Rangers reprennent l'organisation générale des Super sentai : une poignée de jeunes gens, généralement trois ou cinq, sont recrutés pour combattre des créatures maléfiques. Ils reçoivent des costumes intégraux, identiques sauf pour la couleur principale et la forme du casque. Leurs identités sont tenues secrètes et ils sont nommés sous l'appellation « Ranger » suivie de leur couleur (Ranger rouge, Ranger vert, etc.). Les couleurs représentées sont le rouge, le bleu, le jaune et deux autres parmi le vert, le noir, le rose et le blanc (le rose étant réservé à une fille, ainsi que souvent le jaune). Le rouge est le chef, étant le meilleur combattant, bien que ses pouvoirs soient généralement égaux à ceux des autres (au fil des saisons, il devient courant que les Rangers commencent avec des pouvoirs équivalents, pour ensuite attribuer des armes supplémentaires au Ranger rouge).
Un Power Ranger en costume possède typiquement des capacités physiques légèrement supérieures à la normale et des compétences accrues au corps à corps. Cependant dans certaines saisons, surtout durant l'ère Disney, les Rangers possèdent également des pouvoirs quand ils ne portent pas leurs tenues — invisibilité, super-vitesse, etc.
Comme les armes les plus puissantes ne fonctionnent que de manières combinée — les armes de poing comme les Mégazords — les Rangers doivent se réunir pour gagner. Cela permet aux scénaristes de trouver de nombreux scénarios où les Rangers doivent réussir à se regrouper alors que l'ennemi les a séparés de force, tout en faisant passer une morale sur le travail d'équipe et l'amitié.

### Les Rangers supplémentaires

#### Le sixième Ranger

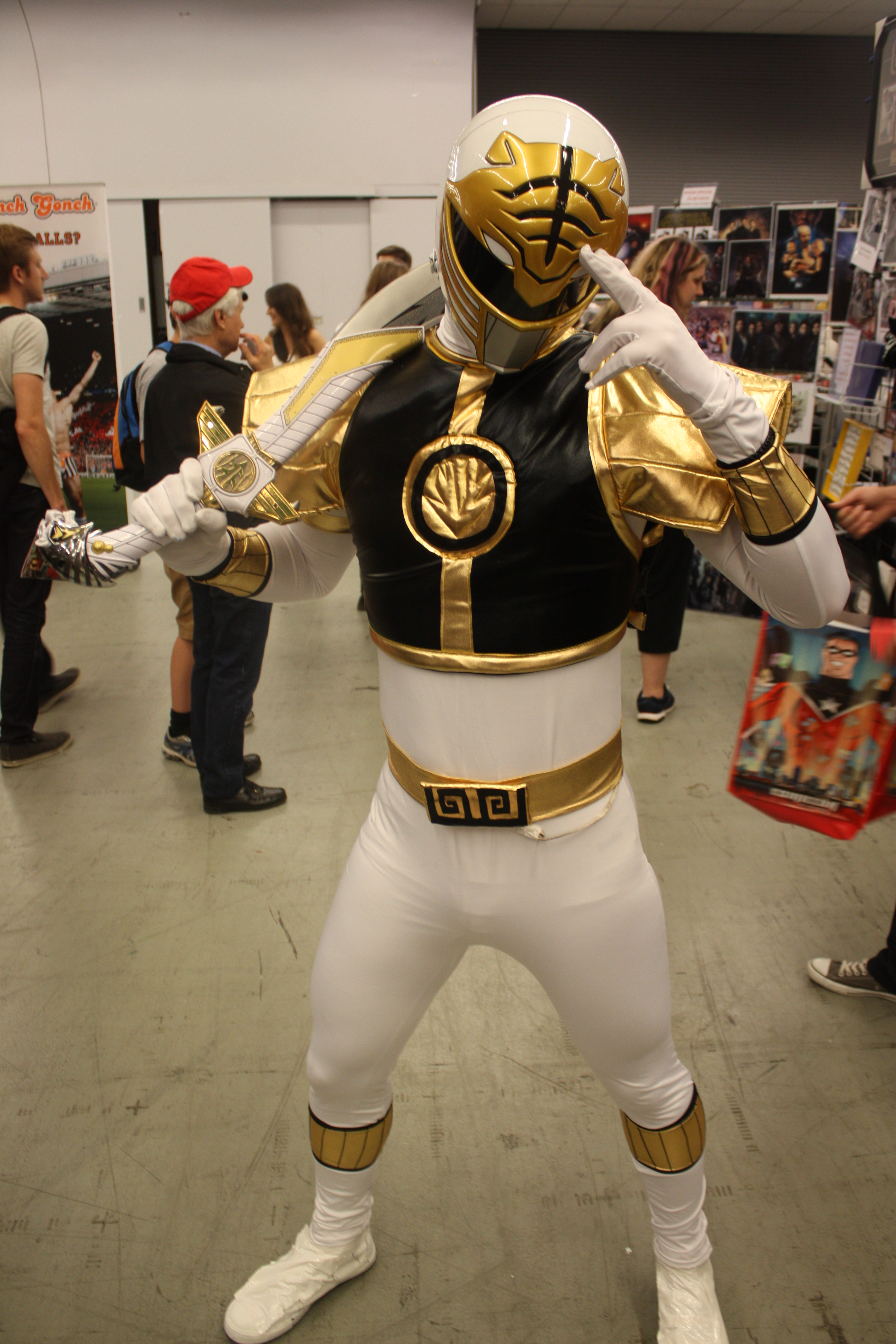
Cosplay du ranger blanc (Mighty Morphin) au Comiccon de Montréal 2015.

Le plus souvent, les héros sont rejoints en cours de saison par un sixième Ranger qui est en quelque sorte un "super-Ranger", capable de se mesurer aux cinq autres à lui tout seul, aussi bien au combat direct qu'en faisant appel à leurs Zords respectifs. Même quand ils sont alliés, il est courant que le sixième Ranger agisse de manière indépendante de l'équipe principale. Ils peuvent aussi être rejoints par un allié ayant à peu près les mêmes caractéristiques sans être vraiment un Ranger (exemples : le Centurion bleu et le Ranger Fantôme dans Power Rangers : Turbo).
Le concept de sixième Ranger est apparu tardivement dans les Super Sentai, mais a fini par s'y imposer. Par conséquent toutes les saisons de Power Rangers ont un sixième Ranger ou un allié assimilable. Dans Power Rangers : Sauvetage éclair, le sixième Ranger est l'unique Ranger de toutes les séries à avoir été créé exclusivement pour l'adaptation américaine, le sentai original Kyūkyū Sentai GoGo Five n'ayant pas de sixième Ranger mais un allié des Ranger.
Il existe toujours des variations autour de ce concept : Power Rangers : RPM a sept Rangers, avec les Rangers doré et argenté jouant le rôle habituellement attribué au sixième Ranger. Dans la saison Super Police Delta, l'équipe se retrouve avec neuf rangers au total, s'ajoutant aux cinq principaux, le Shadow Ranger, le Ranger Omega, ainsi que les Rangers Kat et Nova que l'on ne peut voir que brièvement. Dans la saison Jungle Fury, en plus de deux rangers additionnels dans l'équipe de base, l'équipe est rejointe par deux équipes servant d'équivalent aux sixièmes rangers (les Esprits Rangers et les Guerriers).
Dans les derniers épisodes de Power Rangers : Dino Super Charge, l'équipe se compose de pas moins de 10 Rangers, plus deux alliés (Le Gardien et Heckyl).

#### Les Rangers auxiliaires
Généralement, ce sont des Rangers qui ne sont pas classés, ni en tant que partie de l’équipe de base des Rangers, ni en tant que sixième Ranger, mais assistent les Rangers à différents moments et sont toujours clairement définis comme des Rangers.
Dans Power Rangers : Turbo, il y a le Ranger fantôme.
Dans la saison Super Police Delta, parmi les cinq membres qui rejoignent l'équipe, trois sont considérés comme auxiliaires (le Shadow Ranger, le Ranger Kat et le Ranger Nova).
Dans la saison Power Rangers : Force mystique, bien qu'apparaissant avant Daggeron et même avant l'équipe de base, Udonna, la Ranger Mystique Blanche est dans cette catégorie. Même chose pour le Guerrier loup.
Dans Power Rangers : Jungle Fury, les esprits rangers sont des rangers auxiliaires.
Dans Power Rangers : Dino Super Charge, seul le Ranger doré est compté comme un sixième Ranger, les autres Rangers qui ne sont pas de l'équipe de base (les Rangers violet, aquatique, graphite et argenté) sont considérés comme des Rangers auxiliaires.
Dans Ninja Steel, Mick devient un Ranger rouge avec une ceinture argentée et Dane Romero devient un Ranger rouge avec une ceinture dorée. Ils assistent les Rangers dans leurs combats face à Galvanax.

### Rôle des robots géants

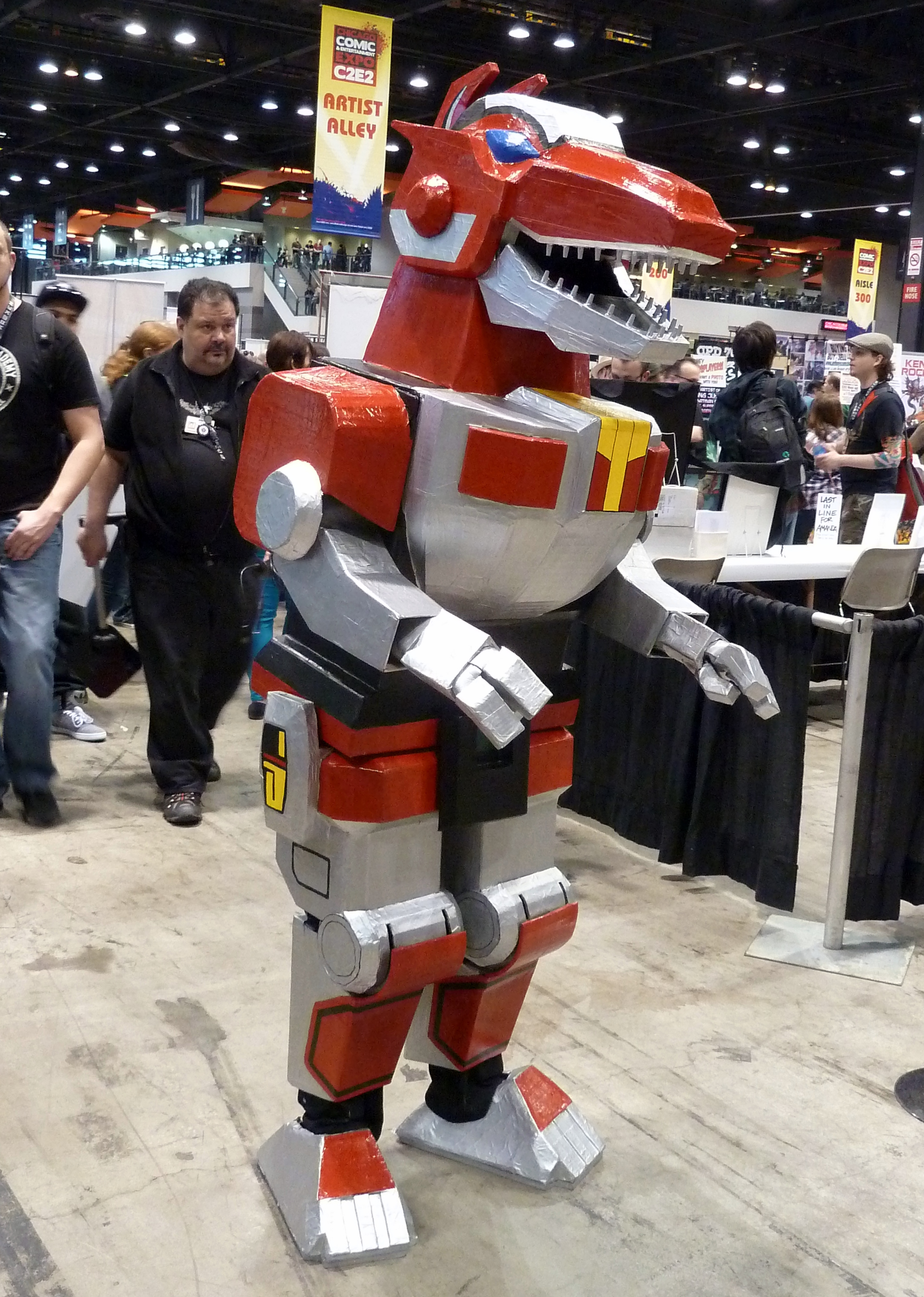
Cosplay du Dinozord Tyrannosaure (Mighty Morphin) au Chicago Comic & Entertainment Expo 2013.

En dehors de leurs pouvoirs, les Power Rangers disposent d'un vaste arsenal d'armes propres à chacun, et parfois des formes améliorées de leurs costumes.
Ils reçoivent également le contrôle de Zords, gigantesques robots prenant variablement l'aspect de véhicules ou d'animaux (y compris mythiques ou préhistoriques). Chaque saison a un thème propre : animaux préhistoriques dans la saison 1, mythologiques dans la saison 2, voitures dans la saison 5, vaisseaux spatiaux dans la saison 6.
L'équipement de départ des Rangers est en général un Zord pour chaque Ranger, qui se combinent en un robot humanoïde, le Mégazord. L'usage des robots géants est devenu caractéristique des Sentai et de Power Rangers.
Typiquement, dans un épisode des Power Rangers, un monstre est envoyé par les antagonistes principaux pour exécuter un plan censé permettre de détruire les Rangers. Au milieu de l'épisode, le monstre est vaincu une première fois, les méchants principaux utilisent leurs pouvoirs pour le recréer en le rendant géant, et les Rangers l'abattent définitivement à l'aide d'un Mégazord. Mais certaines fois, les Ranger n'ont pas besoin du Mégazord pour terrasser un ennemi comme dans la bataille finale de Ninja Steel.
Là encore, l'usage dans les sentai a évolué : les premiers Sentai avaient un robot pour l'ensemble de l'équipe, voire deux véhicules se combinant en un robot. C'est Maskman qui a introduit la formule « un mécha pour chacun, se combinent en un humanoïde », d'ailleurs déjà vu dans Beast King GoLion.
De plus les premiers sentai n'avaient qu'un seul robot, mais dans les séries adaptées en Power Rangers, ils reçoivent des robots supplémentaires au fur et à mesure — l'un vient en général avec le sixième Ranger. On appelle Ultrazord un robot obtenu en combinant un Mégazord avec d'autres robots, plus proche du tank que de l'humanoïde.

### Différence entrePower RangersetSuper sentai
La franchise Power Rangers rachète aux ayants droit de Super sentai les images et les costumes des séries. Afin de s'adapter au public américain, seules sont conservées les scènes de batailles en costumes, les combats de robots géants ainsi que les méchants d'origine, le reste étant retourné avec des acteurs américains. De plus, contrairement à la version japonaise qui ne possède souvent qu'une seule fille par équipe, la version américaine en possède toujours deux, quitte à changer le sexe d'un Ranger (généralement le jaune). L'équipe américaine réserve également toujours une place aux minorités (afro-américaine, asiatique, etc.). Ce point a été géré maladroitement, la première saison ayant un Afro-Américain dans le rôle du Ranger noir, une Asiatique dans celui de la Ranger jaune. La production profita du changement de trois acteurs — licenciés en raison de leurs prétentions salariales — pour corriger ce point.
Bien que plus tournés vers l'humour, les scénarios de la version américaine sont moins « second degré » que les Super sentai. Power Rangers : Turbo est ainsi principalement une série d'action alors qu'elle reprend les images de Carranger, un sentai autoparodique. Les scènes violentes (sang, torture, etc.) sont aussi censurées dans la version américaine, car jugées choquantes pour de jeunes Occidentaux. Les morts de personnages sont plus rares : dans la première saison, le Ranger vert cède ses pouvoirs parce qu'ils ont été affaiblis alors que dans le sentai Zyuranger, il cède ses pouvoirs en mourant. Cela s'applique aussi aux ennemis principaux : dans Power Rangers : Zeo, la famille royale de l'Empire des machines est humiliée par des défaites alors que les mêmes scènes signifiaient leur mort dans Ohranger. Kakuranger met en scène un mariage forcé, et très souvent, des prises d'otage d'enfants.
Les amateurs occidentaux de sentai ont pour ces raisons une certaine rancœur envers la série, car depuis qu'elle existe ceux-ci ne sont plus doublés, même si un marché vidéo en version originale s'est parallèlement développé (cf. Super Sentai V Cinema).
Jusqu'à la saison Power Rangers : Dans l'espace comprise, les Rangers sont presque les mêmes — les remplacements ont lieu indépendamment pour chaque Ranger, et en cours de saison —. Ces liens, avec quelques autres éléments de continuité scénaristique (d'autres personnages majeurs peuvent apparaître sur plusieurs saisons, et les méchants sont tous affiliés à un même maître jusqu'à Dans l'espace), font qu'on considère Power Rangers comme une seule série à saisons multiples, alors que les Super sentai sont vus comme des œuvres indépendantes les uns des autres.

## Historique

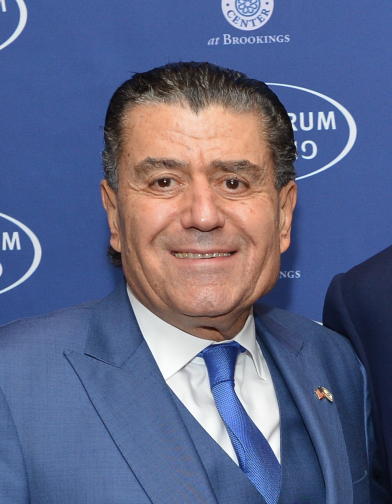
Haim Saban en 2014.

Les Power Rangers ont été lancés en 1993 par Haim Saban qui cherchait à exploiter les sentai japonaises en Occident. En 1975-1976, Saban, qui séjourne au Japon, tombe par hasard sur Goranger, une série télévisée diffusée sur l'une des trois chaines nationales. Il décide d'adapter le concept pour les pays occidentaux et réalise un épisode-pilote en prenant des extraits de Goranger en version originale sous-titrée, mais celui-ci ne rencontre aucun succès. Il retente sa chance sur Sun Vulcan, Bioman et Jetman, toujours sans succès. C'est grâce à l'aspect moins sombre de Zyuranger qu'il étrenne la licence Power Rangers.

### Mighty Morphin Power Rangers
La première série adaptée est Zyuranger, qui compte 50 épisodes. Elle devient Power Rangers : Mighty Morphin, qui en compte 40. Contre toute attente, elle rencontre un grand succès et les chaînes de télévision réclament plus d'épisodes[réf. nécessaire].
Saban doit donc retourner au Japon, où il demande à la Toei de tourner davantage de scènes de combat. Prévoyant, il acquiert également les droits de Dairanger et concède la licence pour les jouets dérivés à Bandai. Au cours des semaines suivantes, il tourne aux États-Unis de nouvelles scènes avec les Rangers en civil, les montant avec les images qu'il reçoit du Japon. Chaque épisode est bouclé à peine une ou deux semaines avant d'être diffusé, mais le pari est réussi, et la saison 1 est rallongée de 20 épisodes.
Pour la saison 2, il est décidé de conserver les costumes (au lieu d'utiliser ceux de Dairanger), mais de changer les robots géants (Zords), ainsi que d'utiliser un nouveau méchant entièrement américain. La saison 2 démarre ainsi en utilisant le reste des scènes tournées par les Japonais pour la deuxième partie de la saison 1, puis plus tard en utilisant des scènes tournées directement aux États-Unis. En revanche, le costume du sixième Dairanger est utilisé, ce qui impose de tourner de nouvelles images pour le faire apparaître avec les autres. En conséquence, un ennemi n'apparaît quasiment jamais sur un même plan que les Rangers et que les Zords. Il faut montrer alternativement les gentils et les méchants, le montage donnant l'impression qu'ils se battent.
Power Rangers est alors au sommet de sa popularité.
En 1995, Haim Saban s'associe avec la 20th Century Fox pour produire le premier film et les séries qui en découleront. Les intérêts de Saban et de la Fox sont regroupés au sein de la société Fox Family Worldwide. Le film est un scénario alternatif, avec les acteurs de la série, mais incohérent avec son histoire.
La production de la saison 3 se déroule de la même manière que celle de la saison 2, avec un nouveau changement de Zord, originaire de Kakuranger. Mais pour la fin de la saison 3, il est décidé d'utiliser les costumes de Kakuranger pour les Alien Rangers, de nouveaux personnages d'origine extraterrestre venus prêter main-forte aux Rangers qui ont perdu leurs pouvoirs durant 10 épisodes.
Entre la saison 1 et la saison 3, le taux d'images japonaises utilisées va fortement baisser, passant d'environ 40% par épisodes pendant la première saison à seulement 10% lors de la troisième saison.

### Suite de la période Zordon
À partir de la quatrième saison, Power Rangers : Zeo, les costumes changent chaque année pour correspondre à la série sentai de l'année précédente. Sur le plan du scénario, cela est expliqué par le fait que les pouvoirs des Rangers ont changé. Cela permet de faire baisser les coûts en utilisant à nouveau directement les scènes japonaises, complétées par des scènes tournées aux États-Unis. De plus, cela permet d'éviter les combats par plans successifs des saisons 2 et 3.
Les méchants changent également à chaque saison, mais quelques interactions montrent qu'ils se connaissent. Power Rangers : Dans l'espace fait de tous les ennemis vus jusqu'ici les vassaux d'un même ennemi.
Finalement le dernier épisode de Power Rangers : Dans l'espace élimine tous les ennemis. Cet épisode a été conçu dans le but de pouvoir être une fin à Power Rangers en général.

### Après Zordon
En plus des changements déjà mis en place dans les saisons précédentes, à partir de la septième saison (Power Rangers : L'Autre Galaxie), chaque saison fait intervenir une équipe entièrement nouvelle. Les saisons deviennent ainsi indépendantes.
Chaque saison de cette période inclut un épisode où les rangers de la saison font équipe avec les rangers de la saison précédente.
Les valeurs de production de cette période sont considérées comme les meilleures, car le jeu d'acteur était meilleur et la musique était une partition orchestrée plutôt que synthétisée (une tendance apparue à mi-chemin depuis Dans l'espace).[réf. nécessaire]

### Rachat par Disney (2001)
En 2001, Disney rachète la Fox Family Worldwide et les droits sur les Power Rangers et leurs produits dérivés (annulant au passage un possible film). Disney laisse la production des séries en cours se poursuivre et lance sa première production seule en 2003 : Power Rangers : Force Cyclone. Elle délocalise toutefois la production en Nouvelle-Zélande avec une nouvelle équipe et un nouveau réalisateur.
Chronologiquement Power Rangers : Force animale est techniquement une saison Disney, mais elle a été filmée et produite à Los Angeles comme les neuf saisons précédentes, elle est donc souvent associée à la période post-Zordon.
Disney diffuse à partir de 2002 les épisodes de Power Rangers sur les différentes chaînes de télévision lui appartenant dont ABC Kids, ABC Family, Toon Disney et Jetix. Elle utilise aussi sa puissante filiale de produits de consommation pour les produits dérivés. Elle fait toutefois marcher la concurrence et Bandai n'a plus l'exclusivité des jouets.
À la seule exception de Force Cyclone, les saisons de la période Disney ne suivent pas le format traditionnel des six héros. Power Rangers : Dino Tonnerre ne comptait que cinq rangers, tandis que SPD, Force mystique, Opération Overdrive, Jungle Fury et RPM comptaient tous au moins sept rangers.
La période Disney s’est terminée en 2009 avec la conclusion de Power Rangers : RPM.

### Retour de Saban

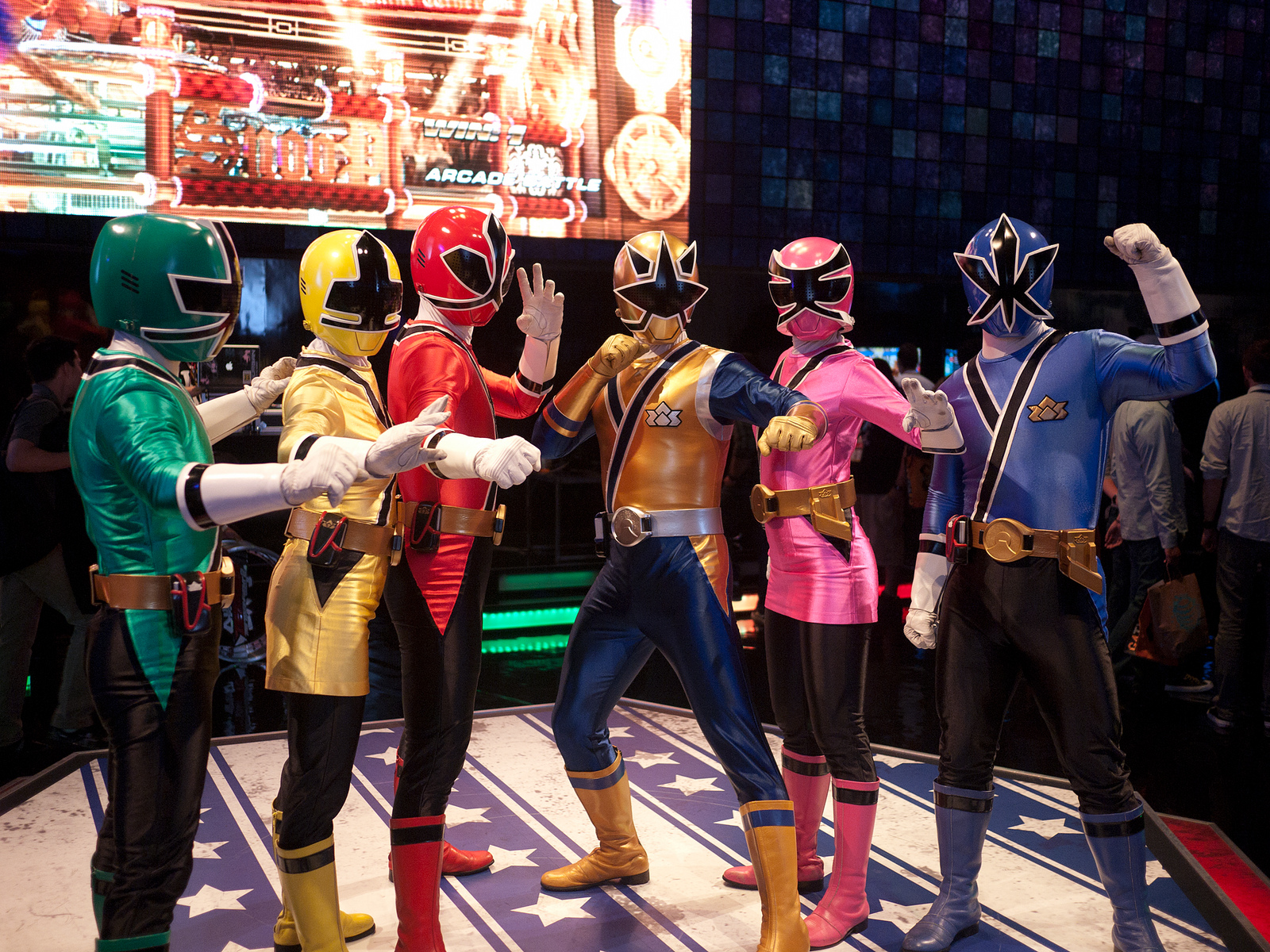
Cosplay des six rangers (Samurai).

En 2010, Haim Saban rachète les droits de la série à Disney après que Disney a annulé la série.
Dans le cadre du partenariat de Saban avec Nickelodeon, les saisons individuelles sont maintenant constituées de 22 épisodes (une série de 20 épisodes répartis en deux moitiés de 10 épisodes, ainsi que deux épisodes spéciaux pour les jours d'Halloween et de Noël) au lieu des 40 habituels.
En outre, à partir de là, chaque arc s'étend sur deux saisons (avec l'inclusion commune du mot « super » dans le titre de chaque deuxième saison), cela en raison de la distribution de Nickelodeon avec Saban Brands (ce qui revient finalement au format précédent de 40 épisodes).
La première saison concernée, Power Rangers : Mighty Morphin, est lancée en 2010 aux États-Unis sur la chaîne ABC Kids puis en Europe sur Netflix
La deuxième saison concernée, Power Rangers : Samurai, est lancée le 7 février 2011 aux États-Unis sur la chaîne Nickelodeon. Elle est la première saison de l'ère Neo-Saban étant donné que la précédente n'était qu'un remastered HD.
Il est établi également que Power Rangers : RPM se déroule dans un univers parallèle aux autres saisons dans le téléfilm Power Rangers Samurai : La Confrontation des Rangers rouges, le premier cross-over depuis Une nouvelle équipe de Rangers, un double épisode de Power Rangers : Opération Overdrive.
En 2015 et 2017, Saban ignore Go-Busters et Toqger et préfère adapter directement les suivantes Kyoryuger et Ninninger en Dino Charge, Dino Super Charge, Ninja Steel et Super Ninja Steel.
Depuis Power Rangers : Dino Charge, les principaux objets qui confèrent aux Rangers leurs pouvoirs sont recherchés et convoités par le méchant principal de la série.
Power Rangers : Ninja Steel et Power Rangers: Super Ninja Steel sont les premières saisons qui n'ont ni un Ranger noir ni un Ranger vert.
La première et la dernière saison de cette ère ont pour thème les guerriers japonais (samouraïs et ninjas).
En 2016, sous licence de Saban, Boom! Studios produit des comics sur la série originelle Power Rangers : Mighty Morphin : l'histoire est plus mature et ces comics ont leur propre canon qui diffère des séries télévisées.
En 2017, Haim Saban s'associe avec Lionsgate pour produire un film reboot mature de Mighty Morphin. C'est le premier long-métrage à sortir au cinéma depuis Power Rangers Turbo, le film, soit vingt ans après. Cette sortie fête les 25 ans de la franchise, également avec la saison Ninja Steel.

### Rachat par Hasbro (2018)
Le 15 février 2018, Saban Brands annonce la fin de son contrat de licence pour les jouets Power Rangers avec Bandai America, à compter d'avril 2019. Le lendemain, la société concède à Hasbro la licence de la franchise à compter du printemps 2019, avec promesse de vente.
Le 1er mai 2018, Hasbro acquiert la franchise en totalité dans le cadre d'une transaction de 520 millions de dollars, ainsi que d'autres marques comme My Pet Monster, Popples, Julius Jr., Luna Petunia et Treehouse Detectives, pour 522 millions de dollars en liquidités et en actions, Haim Saban continuant à travailler avec Hasbro dans un rôle consultatif.
La première saison produite par Hasbro est Beast Morphers (2019). C’est la première fois qu'un super sentai (ici Go-Busters) est adaptée en nouvelle saison de Power Rangers alors qu'elle est sortie au Japon avant celle qui avait été adaptée pour la saison précédente[pas clair]. Il est confirmé parallèlement qu'un ou plusieurs projets cinématographiques étaient en préparation, mais qu'il ne s'agissait en aucun cas d'un reboot.
Le 13 décembre 2019, il est annoncé que Jonathan Entwistle entamait les négociations en vue de diriger un nouveau film et que Patrick Burleigh était prêt à rédiger le scénario. Le synopsis impliquerait un voyage dans le temps et se déroulera dans les années 1990.
Le 22 février 2020, la chaîne Youtube officielle de Power Rangers publie une bande annonce des nouvelles séries Beast Morphers et Dino Fury (2021-2022) qui reprend Ryusoulger.
En 2023, Netflix obtient les droits de diffusion, laquelle débute avec le film Power Rangers : Toujours vers le futur, suivi en septembre par la nouvelle saison Cosmic Fury. En juin 2024, Hasbro annonce qu'elle serait la dernière filmée en Nouvelle-Zélande.
D'autres projets de film faisant suite à Power Rangers : Dans l'espace, L'Autre Galaxie, Force du temps et SPD seraient en cours de production. Une série reboot est également annoncée,, mais le projet est suspendu en juin 2024.

## Saisons
| Saison | Saison          | Titre               | Nb. d'épisodes                | États-Unis                    | États-Unis                                   | France                                      | France                            |
| Saison | Saison          | Titre               | Nb. d'épisodes                | Début de saison               | Fin de saison                                | Début de saison                             | Fin de saison                     |
| ------ | --------------- | ------------------- | ----------------------------- | ----------------------------- | -------------------------------------------- | ------------------------------------------- | --------------------------------- |
|        | 1-3             | Mighty Morphin      | 145                           | 28 août 1993 (Nickelodeon)    | 27 novembre 1995                             | 13 avril 1994 (TF1)                         | 27 juillet 1996                   |
|        | 3               | Alien Rangers       | 10                            | 27 janvier 1996 (Fox)         | 3 février 1996                               | NC                                          | NC                                |
|        | 4               | Zeo                 | 50                            | 20 avril 1996 (Fox Kids)      | 27 novembre 1996                             | 12 février 1997 (TF1)                       | 26 juin 1997                      |
|        | 5               | Turbo               | 45                            | 19 avril 1997 (Kids' WB)      | 24 novembre 1997                             | 1998 (TF1)                                  | NC                                |
|        | 6               | Dans l'espace       | 43                            | 6 février 1998 (Fox Kids)     | 21 novembre 1998                             | 1999 (TF1)                                  | NC                                |
|        | 7               | L'Autre Galaxie     | 45                            | 1er mai 1999 (Fox Kids)       | 31 décembre 1999                             | 2000 (TF1)                                  | NC                                |
|        | 8               | Sauvetage éclair    | 40                            | 15 mars 2000 (Fox Kids)       | 11 octobre 2000                              | 2001 (TF1)                                  | NC                                |
|        | 9               | La Force du temps   | 40                            | 27 janvier 2001 (Fox Kids)    | 10 novembre 2001                             | 2002 (TF1)                                  | NC                                |
|        | 10              | Force animale       | 40                            | 1er mars 2002 (Fox Kids)      | 30 novembre 2002                             | 2003 (TF1)                                  | NC                                |
|        | 11              | Force Cyclone       | 38                            | 15 février 2003 (ABC Kids)    | 15 novembre 2003                             | 7 janvier 2004 (TF1)                        | 29 décembre 2004                  |
|        | 12              | Dino Tonnerre       | 38                            | 14 février 2004 (Jetix)       | 20 novembre 2004                             | 5 janvier 2005 (TF1)                        | 17 décembre 2005                  |
|        | 13              | Super Police Delta  | 38                            | 5 février 2005 (Jetix)        | 2 février 2006                               | 2006 (TF1)                                  | NC                                |
|        | 14              | Force mystique      | 32                            | 20 février 2006 (ABC)         | 13 novembre 2006                             | 2007 (TF1)                                  | NC                                |
|        | 15              | Opération Overdrive | 32                            | 19 février 2007 (ABC)         | 16 décembre 2007                             | 2008 (TF1)                                  | NC                                |
|        | 16              | Jungle Fury         | 32                            | 10 mars 2008 (Jetix)          | 27 octobre 2008                              | 2009 (Disney XD)                            | NC                                |
|        | 17              | RPM                 | 32                            | 7 mars 2009 (ABC Kids)        | 26 décembre 2009                             | 5 décembre 2009 (Disney XD)                 | NC                                |
|        | 18              | Samurai             | 23                            | 7 février 2011 (Nickelodeon)  | 10 décembre 2011                             | 16 avril 2011 (Canal J)                     | NC                                |
|        | 19              | Super Samurai       | 20                            | 18 février 2012 (Nickelodeon) | 15 décembre 2012                             | 28 avril 2012 (Canal J)                     | NC                                |
|        | 20              | Megaforce           | 20 + 2 spéciaux               | 2 février 2013 (Nickelodeon)  | 7 décembre 2013                              | 19 avril 2013 (Canal J)                     | 20 septembre 2013                 |
|        | 21              | Super Megaforce     | 20 + 2 spéciaux               | 15 février 2014 (Nickelodeon) | 22 novembre 2014                             | 4 juin 2014 (Canal J)                       | 26 septembre 2014                 |
|        | 22              | Dino Charge         | 20 + 2 spéciaux               | 7 février 2015 (Nickelodeon)  | 10 décembre 2015                             | 25 mai 2015 (Canal J)                       | 24 décembre 2015                  |
|        | 23              | Dino Super Charge   | 20 + 2 spéciaux               | 30 janvier 2016 (Nickelodeon) | 10 décembre 2016                             | 28 mars 2016 (Canal J)                      | 23 décembre 2016                  |
|        | 24              | Ninja Steel         | 20 + 2 spéciaux               | 21 janvier 2017 (Nickelodeon) | 2 décembre 2017                              | 5 avril 2017 (Canal J) 9 avril 2017 (Gulli) | 24 décembre 2017 23 décembre 2017 |
|        | 25              | Super Ninja Steel   | 20 + 2 spéciaux               | 27 janvier 2018 (Nickelodeon) | 1er décembre 2018                            | 2 avril 2018 (Canal J) 27 août 2018 (Gulli) | 23 décembre 2018 25 décembre 2018 |
|        | 26              | Beast Morphers      | 20 + 2 spéciaux               | 2 mars 2019 (Nickelodeon)     | 14 décembre 2019                             | 8 mai 2019 (Canal J) 26 août 2019 (Gulli)   | 25 décembre 2019 24 décembre 2019 |
| 27     | 20 + 2 spéciaux | Beast Morphers      | 22 février 2020 (Nickelodeon) | 12 décembre 2020              | 1er mai 2020 (Canal J) 1er juin 2020 (Gulli) | 27 septembre 2020 22 septembre 2020         |                                   |
|        | 28              | Dino Fury           | 22                            | 20 février 2021 (Nickelodeon) | 18 décembre 2021                             | 6 juin 2021 (Gulli) 7 juin 2021 (Canal J)   | NC                                |
|        | 29              | Dino Fury           | 22                            | 3 mars 2022 (Nickelodeon)     | 29 septembre 2022                            | 25 juin 2022 (Gulli) 26 juin 2022 (Canal J) | NC                                |
|        | 30              | Cosmic Fury         | 10                            | 29 septembre 2023 (Netflix)   | 29 septembre 2023 (Netflix)                  | —                                           | —                                 |

## Films

### Power Rangers, le film(1995)
Le 30 juin 1995, le 1er film de la franchise intitulé Power Rangers, le film, sort au cinéma. Réalisé par Bryan Spicer, cette première adaptation cinématographique comprend les acteurs de la série originale tels que : Karan Ashley, Johnny Yong Bosch, Steve Cardenas, Jason David Frank, Amy Jo Johnson et David Yost. Le film récolte 66 433 194 $ de recettes mondiales, soit plus de quatre fois son budget.
De par son adaptation réussie de la série, son histoire et rythme, ses costumes et armures magnifiques, son casting de la série préservé, ses scènes d'actions bien chorégraphiées dans la nuit, les effets spéciaux en CGI surprenants pour l'époque, mais aussi pour sa musique dotée de stars de renoms comme Red Hot Chili Peppers ou encore Van Halen, le film est considéré comme culte,,,,,.

### Power Rangers Turbo, le film(1997)
Le 28 mars 1997, le second film de la franchise prénommé Power Rangers Turbo, le film, sort au cinéma aux États-Unis. Cette seconde adaptation comprend au casting : Jason David Frank, Blake Foster, Johnny Yong Bosch, Steve Cardenas, Catherine Shuterland, Nakkia Burrise, Amy Jo Johnson et Austin St. John. Avec plus de 9 615 840 $ de recettes mondial, il est un échec au box-office, mais obtient d’excellentes ventes sur le marché vidéo, à la suite du succès de la série Power Rangers : Turbo.

### Power Rangers(2017)

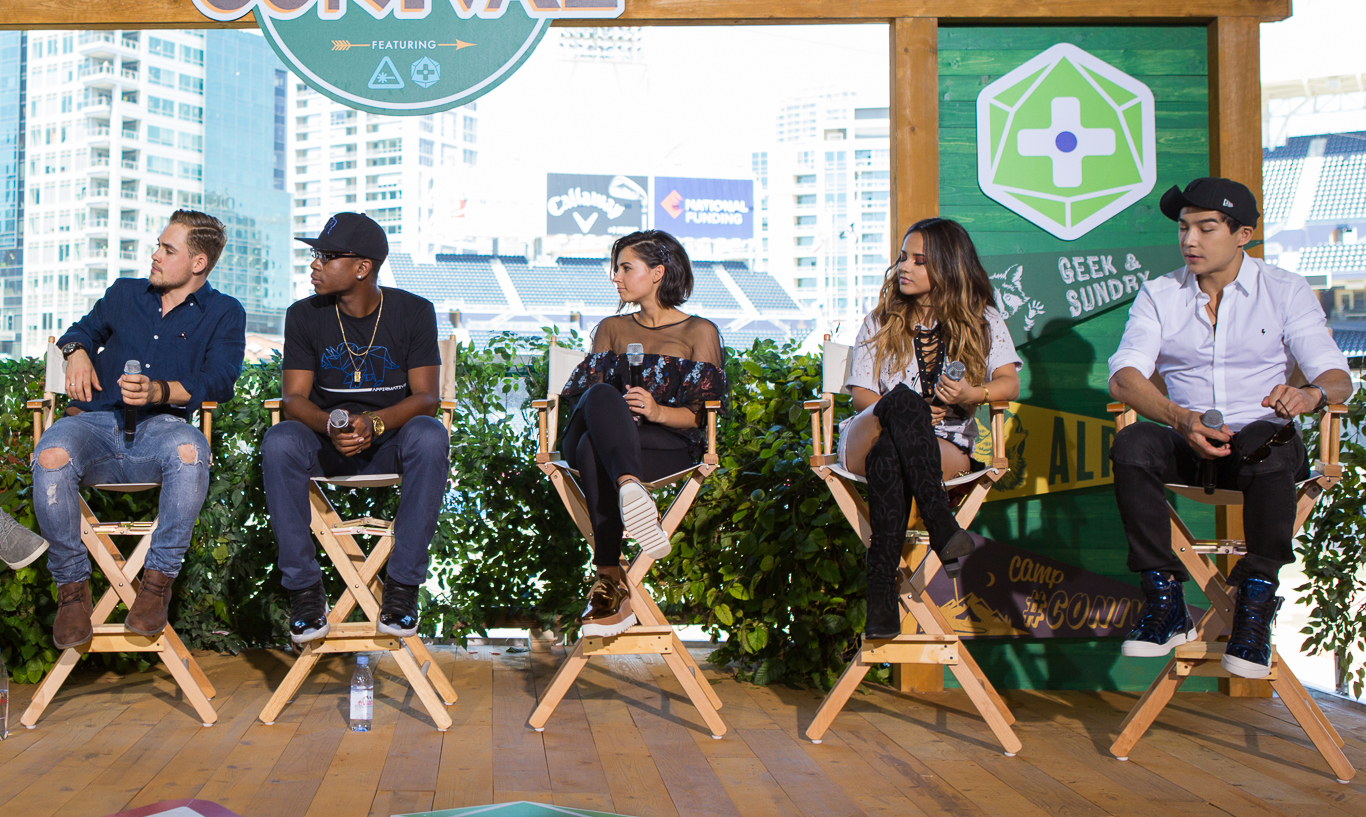
Une partie des acteurs au Comic-Con 2016.

Lionsgate annonce un reboot de la franchise Power Rangers, afin de produire un film initialement prévu pour 2016. Roberto Orci (The Amazing Spider-Man 2, Star Trek, Transformers et Mission impossible 3), Ashley Miller et Zack Stentz (X-Men : Le Commencement) sont confirmés en tant que scénaristes sur le film produit par le créateur des Power Rangers, Haim Saban, associé à Brian Casentini, Allison Shearmur (qui a supervisé Hunger Games) et Roberto Orci.
Selon Haim Saban, « Lionsgate est le parfait partenaire pour permettre à la marque Power Rangers de s’élever à un niveau supérieur. […] Ils ont la vision, la prouesse marketing et des antécédents incroyables dans les lancements de blockbusters tels que Hunger Games, Twilight ou Divergente. Grâce à Lionsgate, nous sommes confiants que l’univers de Power Rangers sera capturé et traduit dans un phénomène cinématographique unique et mémorable. »
Le 30 octobre 2015, l'intégralité du casting du côté des rangers du prochain film de la licence a été révélé. Naomi Scott interprétera donc le Ranger rose, Dacre Montgomery le Ranger rouge, Ludi Lin le Ranger noir, RJ Cyler le Ranger bleu et Becky G le Ranger jaune. En juin 2016, Bryan Cranston annonce qu'il rejoint la distribution du film pour camper Zordon le mentor des rangers. En septembre 2016, il est annoncé que Bill Hader a obtenu le rôle d'alpha 5.
La réalisation est confiée à Dean Israelite et la sortie finalement repoussée au 24 mars 2017 aux États-Unis. Le film a généré plus de 142 millions de dollars de recettes dans le monde et reçoit des critiques mitigées,,. À noter que tous les films sortis à cette même période, ont quant à eux, aussi réalisés des recettes moyennes.
Les résultats moyens du premier film au box-office rendent incertaine la production des suites. Selon l'acteur Jason David Frank, qui incarnait le Ranger vert Tommy Oliver dans la série d'origine, Lionsgate envisage tout d'abord de ramener ses projets de six films à une simple trilogie. Les mauvais résultats au box-office chinois incitent même Lionsgate à envisager l'annulation de tous les autres projets. Cependant, la hausse de 122% des ventes de jouets et produits dérivés de la licence et la sortie du film en DVD et Blu-Ray laissent encore espérer une compensation des résultats moyens au box-office et donc la possibilité d'un deuxième opus.
À sa sortie sur le marché de la vidéo aux États-Unis, le film remporte un franc succès. Celui-ci arrivant directement numéro un des ventes aux États-Unis sur tous supports (DVD, blu-ray, combo DVD-blu-ray, vidéo à la demande) dès le jour de sa sortie, l'intérêt pour le second volet est relancé. En effet, Dean Israelite évoque en juillet 2017 la possibilité d'une suite autour du personnage de Lord Zedd. À la suite du rachat de la franchise par Hasbro, cette idée sera alors gérée par Hasbro et plus par Saban films.

## Sorties DVD
Après avoir testé dans quelques régions de France, 3 numéros contenant un ou deux DVD de 5 épisodes de Mighty Morphin Power Rangers, les éditions Atlas ont lancé une collection Power Rangers en DVD qui débute avec la saison 13 Super Police Delta. Chaque numéro bimensuel propose un DVD de 5 épisodes au prix de 8,99 €. Les différentes saisons qui suivront seront dans l'ordre (sous réserves de modifications) :
1. Force mystique (14)
2. Dino Tonnerre (12)
3. Opération Overdrive (15)
4. Force Cyclone (11)
5. Force animale (10)
6. La Force du temps (9)
7. Sauvetage éclair (8)
8. L'Autre Galaxie (7)

Depuis 2007, les éditions LCJ sortent en coffrets DVD les différentes saisons, sans ordre précis et à un rythme irrégulier. En 2014 LCJ a édité les 2 dernières séries dont ils avaient les droits, à savoir RPM et Jungle Fury. À noter que la série Force du temps est incomplète, il manque 2 épisodes et certains épisodes ont été censurés.
La série originale Mighty Morphin Power Rangers a enfin été éditée en 3 coffrets de 10 ou 11 DVD, sans le respect des 3 saisons. Inclus la mini saison Alien Ranger. Ces coffrets regroupent les DVD sortis à la pièce avec 5 épisodes par dvd sans retouche de l'image par rapport à la première édition.
Les séries Samourai et Super Samourai sont éditées par Clear Vision en 2014, ainsi qu'un DVD pour les épisodes spéciaux Samourai et Super Samourai et l'épisode long Le Choc des Power Rangers rouges. Megaforce et Super Megaforce sortent fin 2015-début 2016 sous le label Gold Ant Entertainment, ainsi que les épisodes spéciaux Megaforce et l'épisode long qui clôt la série Super Megaforce, mais en VOST.
En 2015, le studio Shout Factory entame l'édition de coffrets DVD de séries ayant servi de base aux premières saisons de Power Rangers : Kyōryū Sentai Zyuranger sort le 17 février 2015, suivi au mois de novembre de Gosei Sentai Dairanger. L'année 2016 voit la sortie de Ninja Sentai Kakuranger en mai, puis de Chōriki Sentai Ohranger en novembre.
Dino Charge et Dino Super Charge sortent en DVD chez un nouvel éditeur, Zylo, le 5 avril 2017. Les épisodes spéciaux des deux séries sont quant à eux regroupés dans une édition spéciale Power Rangers Dino Super Charge, vendue exclusivement chez Carrefour[réf. nécessaire].